# Джанноне, Франческа
Франче́ска Джанно́не (итал. Francesca Giannone; род. 1982, Лиццанелло, Апулия) — итальянская писательница.

## Биография
Родилась в 1982 году в Лиццанелло. Получила диплом по специальности «Коммуникация», потом училась в Экспериментальном центре кинематографии в Риме. 
Затем переехала в Болонью, там курировала каталогизацию тридцати тысяч томов в «Культурной ассоциации Луиджи Бернарди». Посещала двухгодичные писательские курсы сторителлинга в «Bottega di Narrazione „Finzioni“».
В 2023 году был опубликован её первый роман «Почтальонша», который разошелся тиражом в четыреста тысяч экземпляров за год, став самым продаваемым итальянским романом 2023 года, а затем и 2024 года. В настоящее время книга переводится в 40 странах мира. 
Роман «Почтальонша», вдохновленный историей ее прабабушки Анны Аллавена, был удостоин премии «Банкарелла» в 2023 году. В том же году компания Lotus Production, входящая в состав Leone Film Group, приобрела права на экранизацию книги. 
В 2024 году вышел её второй роман «Завтра, завтра». Действие книги происходит в Саленто, между концом 1950-х и началом 1980-х годов. В центре сюжета ─ отношения между братом и сестрой, Лоренцо и Аньезе, объединёнными и разделёнными одной страстью ─ созданием мыла на небольшой семейной мыловаренной фабрике «Casa Rizzo», которую они унаследовали от деда.
Оба её романа входят в десятку самых продаваемых книг 2024 года.

## Сочинения
| Год  | Оригинальное название | Название на русском языке |
| ---- | --------------------- | ------------------------- |
| 2023 | La portalettere       | Почтальонша               |
| 2024 | Domani, domani        | Завтра, завтра            |

## Награды
- 2023 — Премия Банкарелла
- 2023 — финалистка премии «Алассио 100 книг — Автор для Европы»[8]